# Escobares
La ville d’Escobares est située dans le comté de Starr, dans l’État du Texas, aux États-Unis. Sa population s’élevait à 1 188 habitants lors du recensement de 2010, estimée à 2 487 habitants en 2016.

## À noter
Avant son incorporation en tant que city en 2005, Escobares était une census-designated place.

## Source
- (en) Cet article est partiellement ou en totalité issu de l’article de Wikipédia en anglais intitulé « Escobares, Texas » (voir la liste des auteurs).